# Christoph Varga
Christoph Varga (* 15. Mai 1969 in Wien) ist ein österreichischer Fernseh- und Radio-Journalist. Ab 2009 war er Leiter des Wirtschaftsressorts der Zeit im Bild. Im September 2018 wurde er mit 1. Oktober 2018 als Nachfolger von Wolfgang Wagner zum Redaktionsleiter der ZIB 2 bestellt.

## Leben
Nach der Matura im Jahr 1987 am Gymnasium Hagenmüllergasse in Wien 3 studierte Varga die Lehrämter Geografie und Wirtschaftskunde und Geschichte und Sozialkunde an der Universität Wien sowie Organisationsentwicklung und Gruppendynamik an der Universität Klagenfurt und schloss 1994 sein Studium mit der Diplomarbeit zum Thema Die Ablösung Jugendlicher von ihren Eltern aus sozialhistorischer Sicht unter besonderer Berücksichtigung des 20. Jahrhunderts an der Universität Wien ab.
Seit 1988 ist er beim ORF tätig, zunächst war er freier Mitarbeiter bei Radio Wien, später war er Nachrichtensprecher, Redakteur und Chef vom Dienst bei den Radio-Nachrichten und den Radio-Journalen. 1999/2000 war er als Redakteur im Auslandsressort des ORF-Radios tätig, 2000/2001 berichtete er als Auslandskorrespondent aus dem ORF-Studio in Berlin.
Ab 2002 war Varga im Wirtschaftsressort der Zeit im Bild (ZIB) tätig, von 2007 bis 2009 war er stellvertretender Ressortleiter. Ab 2009 war er als Nachfolger von Erich Hirtl Leiter des Ressorts Wirtschaft der Zeit im Bild. Varga präsentierte unter anderem in der Mittags-ZIB die Börsen-Nachrichten und gestaltete Beiträge und führte Interviews für alle ZIB-Sendungen. Ab Februar 2013 beantwortete er außerdem in der Sendung heute leben Fragen im Rahmen des Wirtschaftstalks. Gemeinsam mit Georg Ransmayr und Johannes Schwitzer gestaltete er die Dokumentation Der BAWAG-Skandal, außerdem moderierte er fallweise die ORF-Pressestunde.
Seit 1999 ist Varga auch als Trainer in der ORF-internen Journalistenausbildung tätig. Von 1999 bis 2009 war er gemeinsam mit Reinhold Stipsits Trainer an der Theresianische Militärakademie in Wiener Neustadt für Teamorientierte Konfliktlösungen und von 2007 bis 2009 unterrichtete er gemeinsam mit Herbert Dobrovolny Medientraining für angehende Unteroffiziere an der Heeresunteroffiziersakademie in Enns.
Im September 2018 wurde Christoph Varga mit 1. Oktober 2018 als Nachfolger von Wolfgang Wagner zum Redaktionsleiter der ZIB 2 bestellt. Im Mai 2019 folgte ihm Barbara Battisti als Ressortleiterin der ZIB-Wirtschaftsredaktion nach.

## Auszeichnungen
- 2014: Horst-Knapp-Preis[9][10]
- 2015: Axel-Corti-Preis[11]
- 2017: Journalist des Jahres in der Kategorie Wirtschaft[12][13]

## Publikationen
- 2003: Vorsorge nach der Pensionsreform: alle Fakten, Auswirkungen und Gegenstrategien, gemeinsam mit Peter Bartos und Johannes Rudda. Wien, Linde-Verlag 2003. ISBN 3-7093-0003-7